# Teplá dolina
Teplá dolina je údolí ve východní části pohoří Velké Fatry na Slovensku.

## Galerie

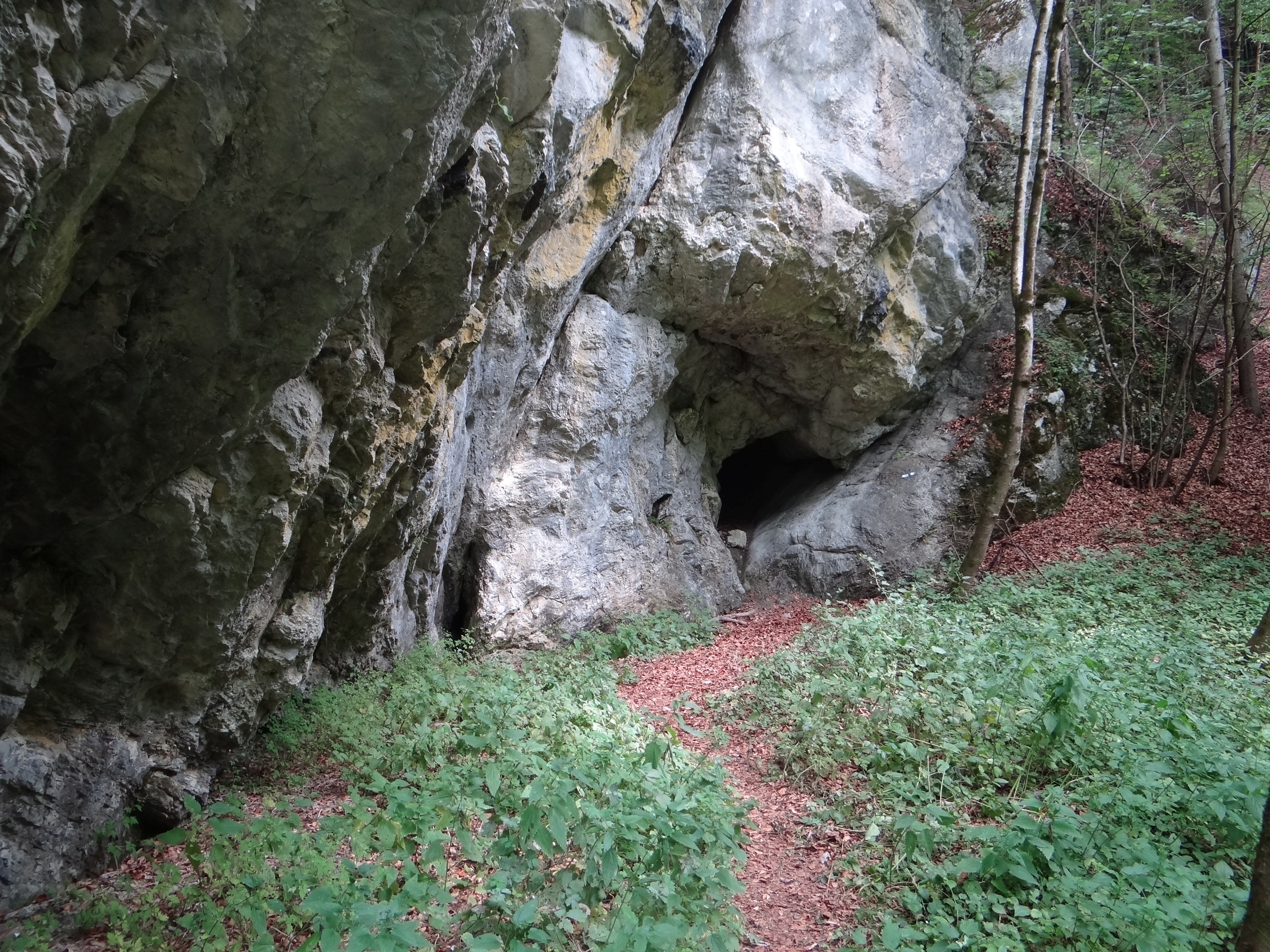
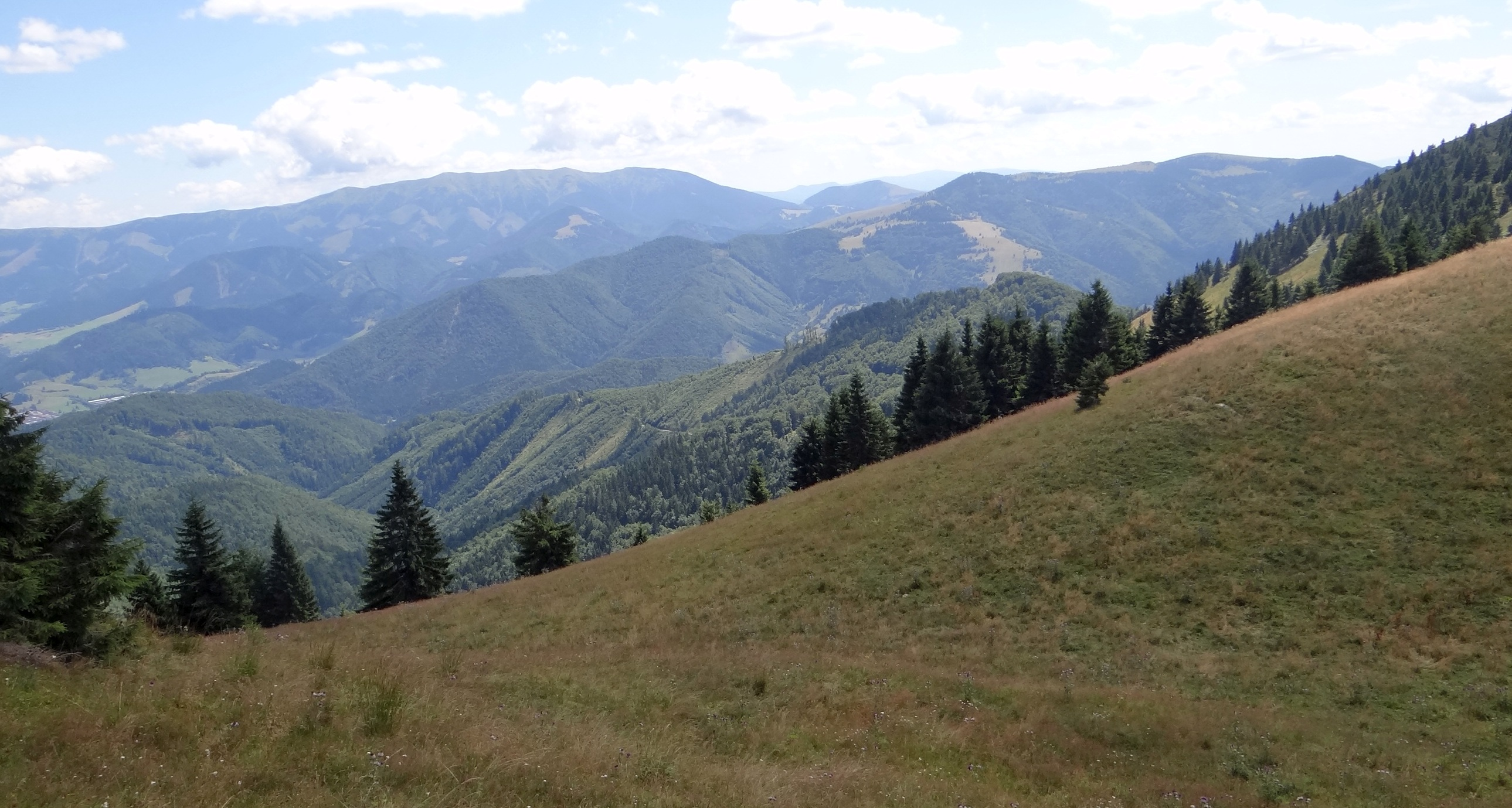
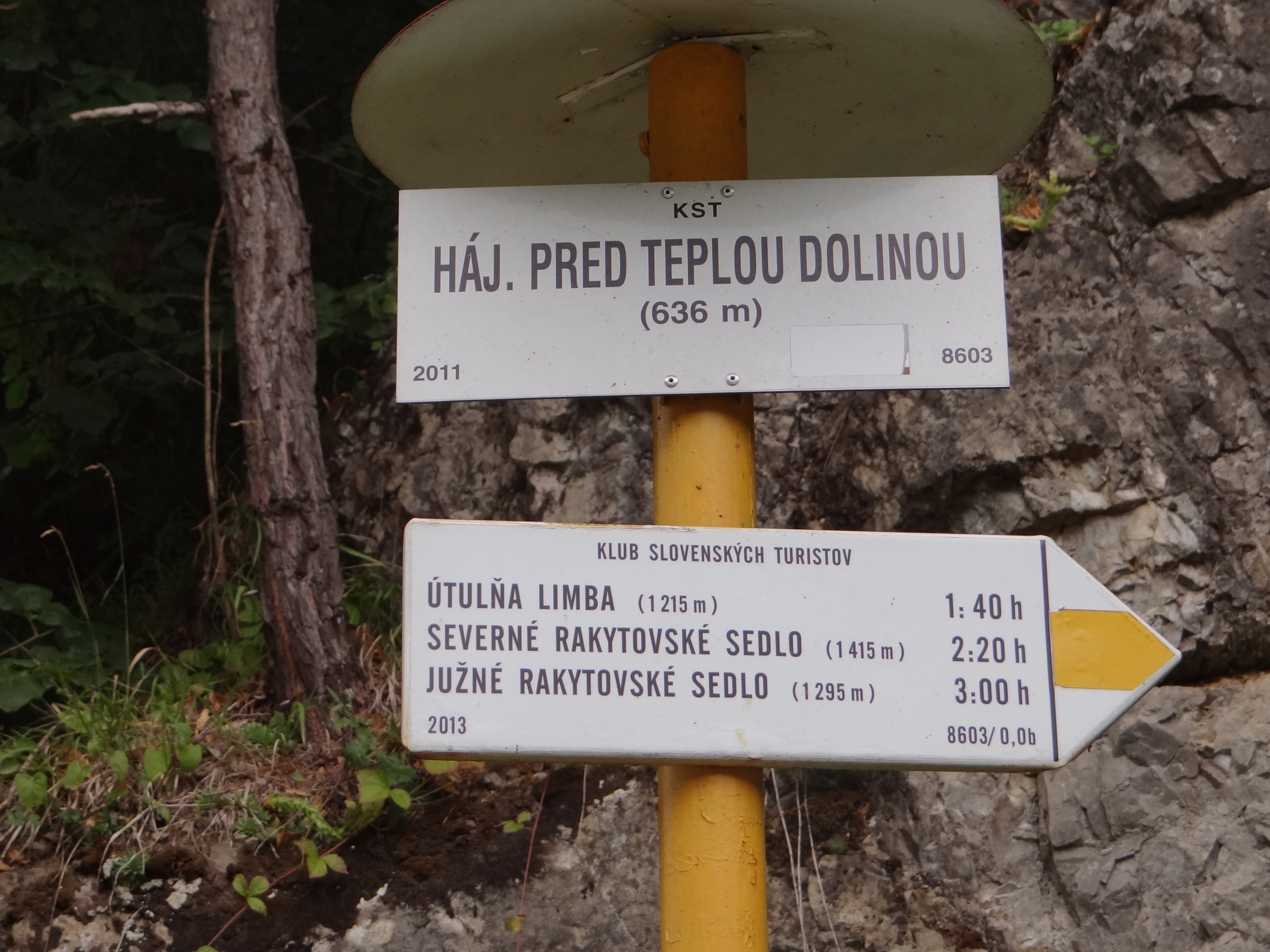
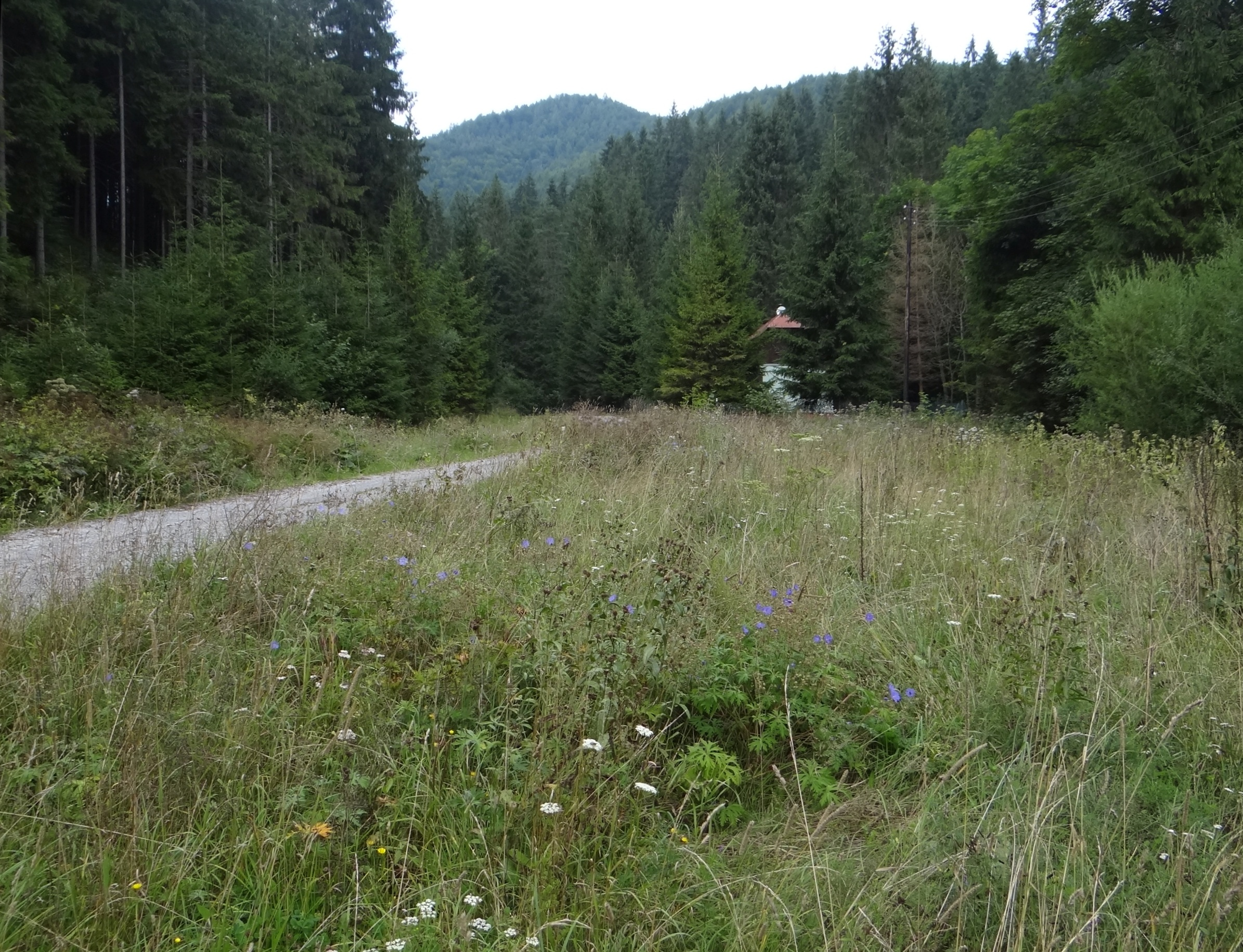

## Přístupnost
Turistická značená trasa 8603 (prochází dolinou).